# Вагонка

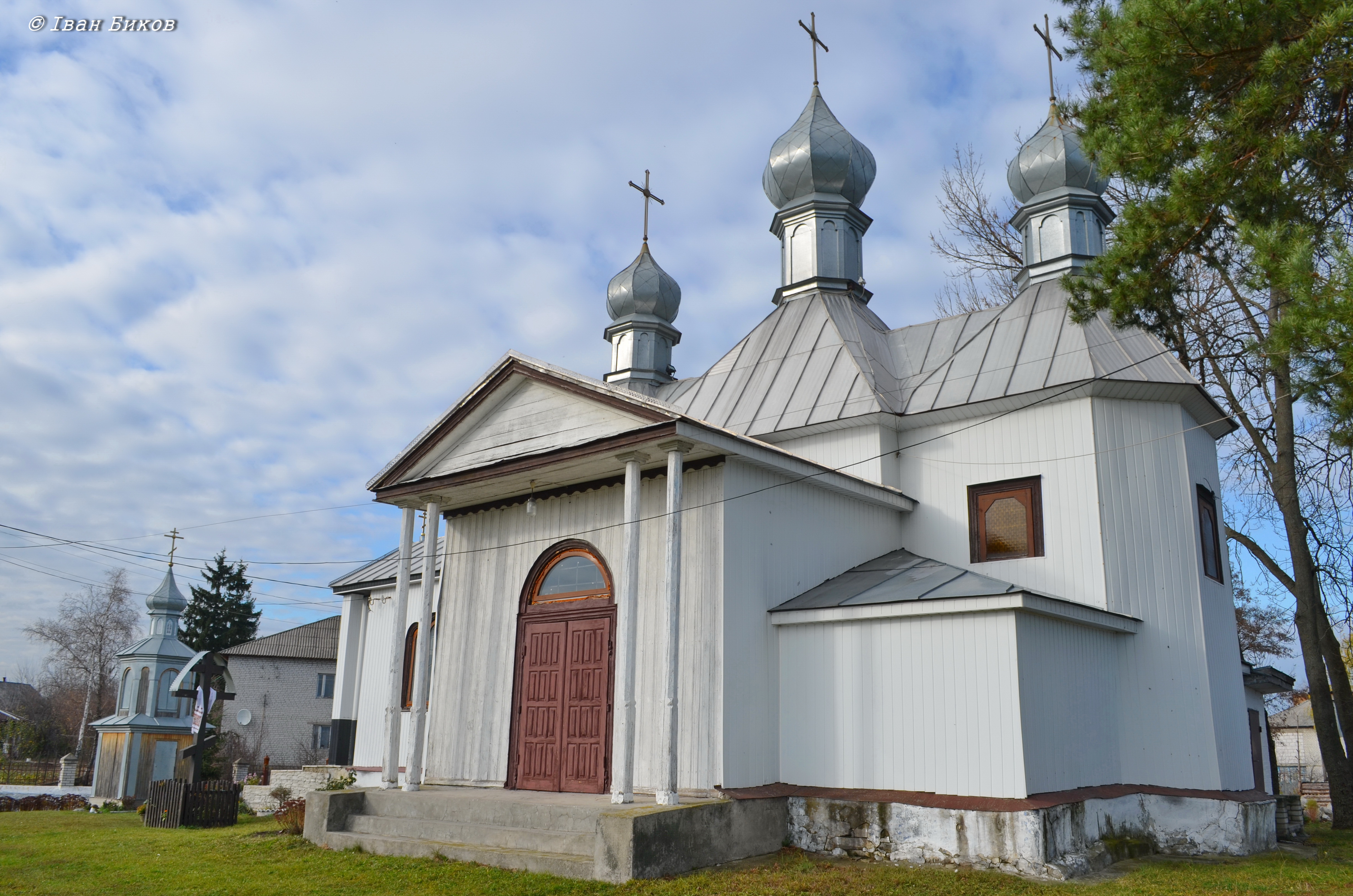
Обшита вагонкою церква в селі Бушеве

Вагонка — тонка обшивальна дошка, продукт переробки деревини. Товщина, як правило, не перевищує 22 мм.

## Види вагонки

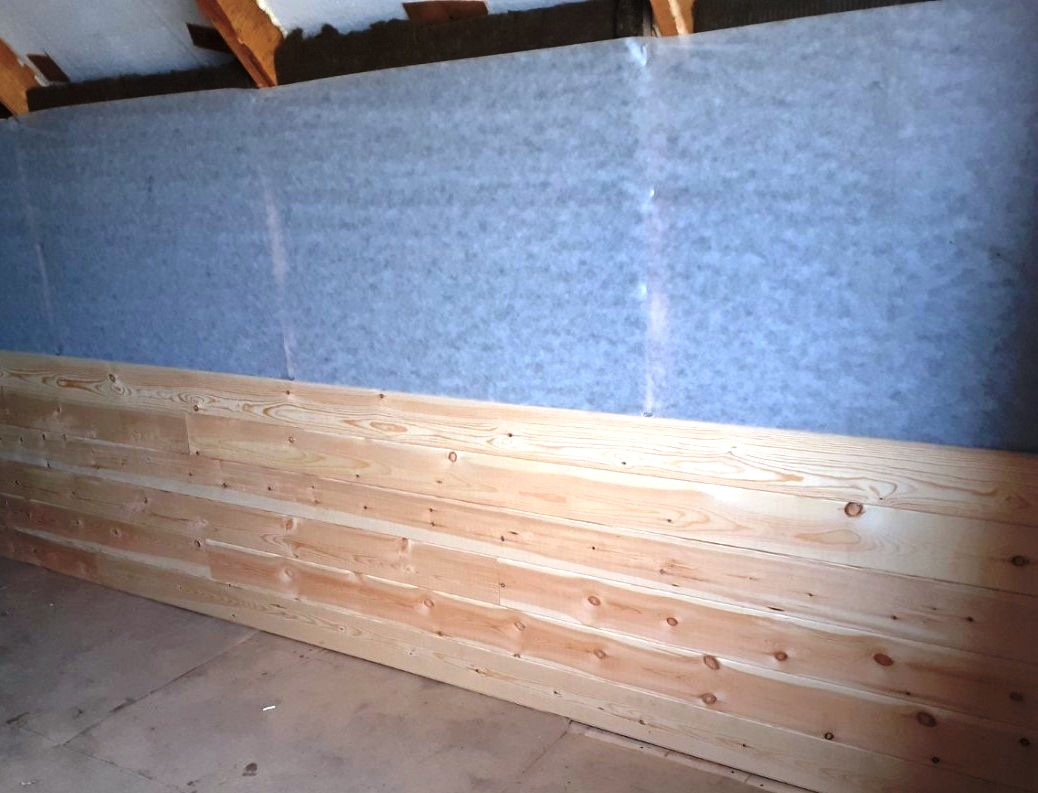
Профіль «Штиль» при обшивці внутрішньої стіни мансарди

Виробляється з обрізної дошки струганням однієї або двох сторін і вибірки з бічних поверхонь чверті (фальцювання) або шпунту (шпунтовка). Буває дерев'яна і пластикова вагонка.
Пластикова вагонка не втрачає свої якості від впливу сонячних променів та вологи, не піддається корозії й гниттю. Термін її служби становить 25-30 років.
Вагонка з дерева служить близько 15-20 років. Термін її служби збільшить обробка від комах та грибків, а також покриття тонувальним антисептиком. Захисне покриття зазвичай наносять при виготовленні, але існують і спеціальні лаки, якими можна провести додаткову обробку.

## Застосування
Використовується для внутрішньої та зовнішньої обробки будівель. Для прискорення робіт із монтажу застосовуються кляймери.
Залежно від породи деревини вагонка застосовується:
1. Вагонка сосна, ялина — оздоблення внутрішніх приміщень, без істотних коливань температури від −5°С до +30°С і невисокої вологості;
2. Вагонка липа, вільха — оздоблення внутрішніх приміщень (лазні, сауни) із підвищеним терморежимом до +120°С і вологістю до 100 %;
3. Вагонка модрина — зовнішня обробка приміщень, перепади температур від −50°С до +50°С, вологість до 100 %.

## Етапи виготовлення

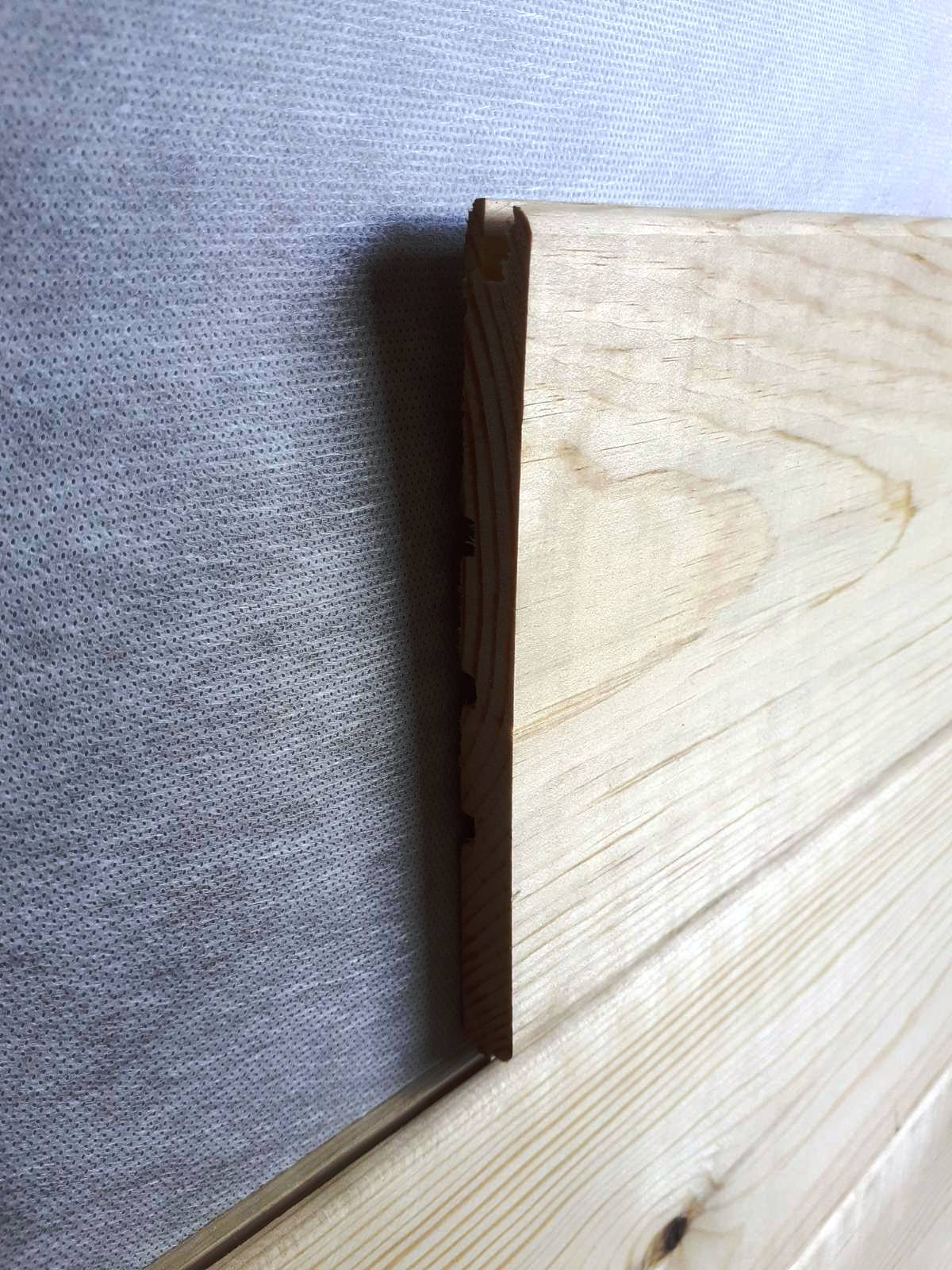
Шип (вгорі) і паз (внизу) вагонки

- Вироблення обрізної дошки
- Сушка
- Стругання лицьового боку
- Вибірка з бічних поверхонь
- Зняття фасок із лицьового боку
- Сортування за якістю виготовлення

## Основні критерії якості
- Вологість
- Кількість, розмір і стан сучків (випали, що випадають, «неживі», «живі»[2]), для «живих» уводиться ще один критерій — забарвлення
- Грибкові ураження деревини («синява» тощо)
- Відповідність заданим геометричним параметрам: вигин, крилеватість (похідне — прилягання дощок)
- Тріщини
- Червоточини
- Порода деревини
- Напрямок розпилу (радіальний або тангенціальний)